# Eupithecia necessaria
Eupithecia necessaria là một loài bướm đêm trong họ Geometridae.